# 马恩河畔沙尔利
马恩河畔沙尔利（法語：Charly-sur-Marne，法語發音：[ʃaʁli syʁ maʁn]）是法国上法蘭西大區埃纳省的一个市镇，属于蒂耶里堡区。

## 地理
马恩河畔沙尔利（48°58'38"N, 3°17'7"E）面积20.52 平方千米，位于法国上法蘭西大區埃纳省，该省份为法国北部内陆省份，北起北部省，西接索姆省和瓦兹省，东临阿登省和马恩省，西南至塞纳-马恩省，东北部与比利时接壤。
与马恩河畔沙尔利接壤的市镇（或旧市镇、城区）包括：库普吕、马恩河畔克鲁特、栋普坦、马恩河畔埃索姆、诺让拉托、帕旺、马恩河畔罗姆尼、索尔舍里、维利耶圣但尼、锡特里、巴斯韦勒、比西耶尔。

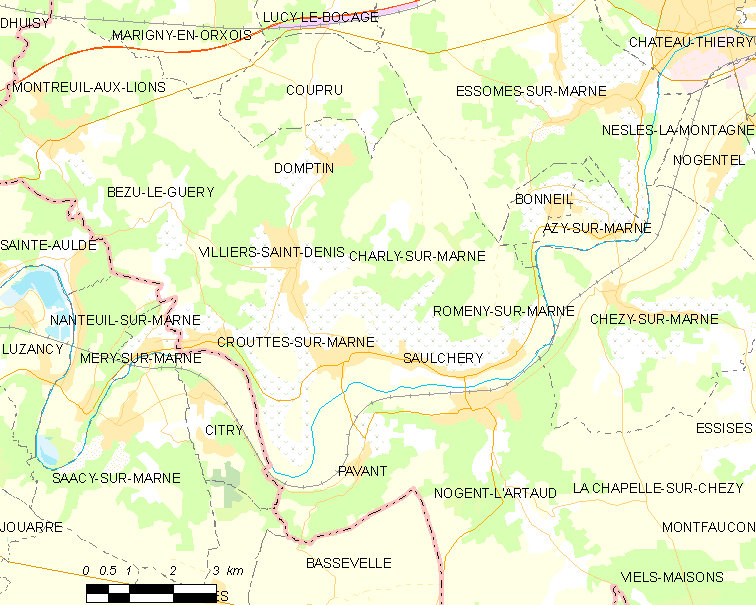
马恩河畔沙尔利的OSM定位图

马恩河畔沙尔利的时区为UTC+01:00、UTC+02:00（夏令时）。

## 行政
马恩河畔沙尔利的邮政编码为02310，INSEE市镇编码为02163。

## 政治
马恩河畔沙尔利所属的省级选区为马恩河畔埃索姆县。

## 人口

1962-2008年间马恩河畔沙尔利人口变化图示

马恩河畔沙尔利于2022年1月1日时的人口数量为2584人。